# IC 2870
IC 2870 — галактика типу Irr (іррегулярна галактика) у сузір'ї Лев.
Цей об'єкт міститься в оригінальній редакції індексного каталогу.